# Gymnothorax javanicus
Gymnothorax javanicus är en fiskart som först beskrevs av Bleeker, 1859.  Gymnothorax javanicus ingår i släktet Gymnothorax och familjen Muraenidae. Inga underarter finns listade i Catalogue of Life.